# شتلند
جزایر شتلند (به انگلیسی: Shetland) به مجموعه جزایری گفته می‌شود که در حدود ۸۰ کیلومتری شمال شرق جزایر اورکنی و ۲۸۰ کیلومتری جنوب شرق جزایر فارو قرار دارند. این مجمع الجزایر بخشی از سرزمین اسکاتلند بوده و نیز شمالی ترین منطقه ِبریتانیا است.

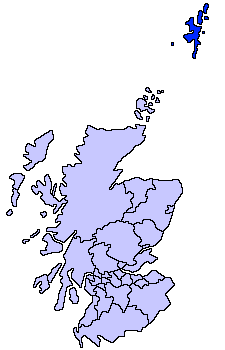